# Солохівське підземне сховище газу
Солохівське підземне сховище газу створене у 1987 р. з метою регулювання сезонної нерівномірності газопостачання промислових споживачів Полтавської, Сумської, Кіровоградської і Харківської областей та забезпечення функціональної надійності магістральних газопроводів.
Підземне сховище газу створене на базі вичерпаного байського газового покладу однойменного родовища. Солохівське газове родовище (байський поклад) було відкрите в 1953 р. Початкові запаси газу, визначені за об‘ємним методом та затверджені ДКЗ, становили 1573,5 млн м³. Із цієї величини на Південний та Західний блоки припадало 1214,6 млн м³, на Центральний блок — 106,8 млн м³, а на Північний — 167,4 млн м³. В 1968 р. ЦНДпром Полтавського ГПУ початкові запаси були перераховані і прийняті в об‘ємі 1924,76 млн м³. При цьому вважалося, що на Південний блок припадає 1239,5 млн м³, Центральний блок 302,17 млн м³, Північний — 210,6 млн м³ і Західний — 132,46 млн м³.
В результаті розробки родовища, яка розпочалася в грудні 1961 р. і завершилася в 1977 р., із покладу видобули 1870,7 млн м³ газу. Найбільшу кількість газу видобули із Південного та Центрального блоків — 1541,7 млн м³.
З 1984 р. розпочалися бурові роботи на площі ПСГ, а з 1985 р. — його облаштування. У березні 1987 р. Солохівське сховище газу введене в експлуатацію, а в 1989 р. виведене на проектні показники.
На даний час сховище газу експлуатується в циклічному режимі. Експлуатація здійснюється вісімдесят одною експлуатаційною свердловиною. Нагнітання газу проводиться компресорною станцією, що обладнана десятьма ГМК типу 10 ГКН А 1/55-125 із загальною потужністю 11,0 МВт. Підготовка газу на ПСГ здійснюється на стандартному обладнанні через дві технологічні лінії, середня добова продуктивність яких не перевищує 10 млн м³/добу.
Газосховище підключене до газопроводу Курськ-Суми-Диканька перемичкою Ду-700 завдовжки 3,3 км та до газопроводів ШДК-ЕДК в районі КС Диканька (на її вхід і вихід) трубою Ду-700 і завдовжки 11,5 км.